# Васильев, Иван Петрович (патологоанатом)
Ива́н Петро́вич Васи́льев (1879―1949) ― советский патологоанатом, доктор медицины, профессор, Заслуженный деятель науки РСФСР, Заслуженный деятель науки Татарской АССР (1940, 1940)

## Биография
Родился 24 июня 1879 года[по какому календарю?] в Астрахани в семье офицера русской армии. Рано лишился отца и уже гимназистом зарабатывал частными уроками. Астраханскую гимназию окончил в 1899 году, получив стипендию, на которую смог продолжить обучение.
Поступил на медицинский факультет Казанского университета, который окончил с отличием в 1904 году. Патологической анатомией начал интересоваться на третьем курсе обучения. По этой теме научным руководителем у него стал профессор Н. М. Любимов.
В 1904 году был принят сверхштатным помощником прозектора на кафедре гистологии Казанского университета; с 1905 года — работал уже штатным помощником прозектора на кафедре патологической анатомии и, одновременно, лаборантом в сывороточном отделении бактериологического института при университете. В 1908 году появился его первый печатный труд: «К вопросу о гистогенезе первичного рака лёгких и бронхов» («Казанский медицинский журнал». — № 2).
В 1911 году получил место исполняющего обязанности прозектора новой кафедры патологической анатомии в Императорском Николаевском университете, куда он направился вместе с П. П. Заболотновым. В течение года он собирал материалы для кафедры в больницах Санкт-Петербурга, создавая музей макроскопических препаратов, хорошо сохранившихся до настоящего времени. В 1913 году работал также прозектором Саратовской городской больницы; 15 мая 1913 года защитил диссертацию на степень доктора медицины «Облитерирующая пневмония и её происхождение в связи с учением об облитерирующем бронхите», начатую в 1909 году под руководством профессора Ф. Я. Чистовича и завершённую под руководством П. П. Заболотнова.
В 1914 году слушал лекции в Берлинском университете профессоров Орта и Штрассмана. В январе 1915 года после двух пробных лекций начал преподавать в должности приват-доцента курс техники вскрытий с патологоанатомической диагностикой — до конца 1918 года. Затем, получив звание профессора, вместе с Заболотновым вёл параллельный курс патологической анатомии в Саратовском университете. Также, в 1915—1916 годах заведовал временной бактериологической лабораторией Саратовского губернского земства.
С 1920 по 1923 год работал заведующим кафедрой патологической анатомии Астраханского университета.
С октября 1923 по 1949 год заведовал кафедрой патологической анатомии Казанского университета. Также до 1949 года преподавал на кафедре Казанского института усовершенствования врачей.
Умер в Казани 26 июня 1949 года.

## Научная деятельность
Изучал патоморфологию злокачественных опухолей, инфекционных и сердечно-сосудистых заболеваний, написал по этим темам ряд трудов.
Особый интерес вызывают его работы о легочном раке, представляющем актуальную проблему и в наши дни. Ещё в 1908 году в исследовании о гистогенезе первичного рака легких и бронхов Васильев подтвердил происхождение этого рода раков из различных эпителиев бронхов и легочной паренхимы.
В 1916 году предложил оригинальный способ дифференцированной окраски амилоида с заключением срезов в канадский бальзам. Одним из первых среди профессоров медицинских вузов страны ещё в начале 1930-х годов перешёл с органопатологического на нозологический принцип преподавания патологической анатомии.
В период Великой Отечественной войны и послевоенный период написал две работы об огнестрельных ранениях грудной клетки (одну из них — совместно с А. Абрикосовым и Е. Галицкой).
Под научным руководством Васильева было написано 6 докторских и 7 кандидатских диссертаций.

## Адреса
- Согласно справочнику «Вся Казань» за 1910 год, проживал в доме Оконишникова на Грузинской улице[2].